# 알제리 디나르
디나르(아랍어: ديناردينار) (기호: د.ج 또는 DA; ISO 4217 부호: DZD)는 알제리의 통화이다. 1 디나르는 100 산팀(santeem, سنتيم)으로 나뉜다.

## 어원
"디나르" (dinar)라는 이름은 궁극적으로 로마의 데나리우스에서 유래되었다. 알제리가 1830년부터 1962년까지 프랑스 점령하에 있었기 때문에, 아랍어 단어 santīm은 프랑스어 "centime"에서 유래되었다.

## 역사
알제리 디나르는 신 알제리 프랑을 같은 비율로 대체하면서 1964년에 도입되었다.

## 동전
1964년, 동전은 1, 2, 5, 10, 20, 50 산팀과 1 디나르 동전의 종류로 도입되었는데 1, 2, 5 산팀 동전은 알루미늄, 10, 20, 50 산팀 동전은 알루미늄 청동, 그리고 1 디나르 동전은 백동으로 주조되었다. 앞면은 알제리의 문장을 보여 주고 있지만 뒷면에는 동방 숫자로 값을 전달하고 있다. 여러 해가 지나, 동전들은 이따금씩 다양한 기념품으로 발행되었다. 그러나, 1, 2 산팀 동전은 다시 주조되지 않았고 5, 10, 20 산팀 동전은 1980년대에 마지막으로 주조되었다.
1992년, 동전은 ¼, ½, 1, 2, 5, 10, 20, 50, 100 디나르 종류로 이루어진 새로운 시리즈의 동전이 도입되었다. 10, 20, 50, 100 디나르 동전은 바이메탈 동전이다.
일반적으로 유통되고 있는 동전은 5 디나르 이상이다. 1990년대 초에 자본주의 경제로 변화하면서 수반된 엄청난 인플레이션은 산팀 동전과 분수 디나르 동전을 사라지게 만들었고, 1, 2 디나르 동전은 드물게 사용되고 있다.  그럼에도 불구하고, 가격은 산팀으로 일상 언급된다; 그러므로 가격이 100 디나르인 경우 عشر الاف ("만")이라고 읽는다.

## 지폐
디나르 지폐의 첫 시리즈는 1964년에 5, 10, 50, 100 디나르 종류로 발행되었다. 1970년에 500 디나르 지폐가 추가되었으며 이어 1000 디나르가 1992년에 도입되었다.
| 세 번째 시리즈 | 세 번째 시리즈 | 세 번째 시리즈 | 세 번째 시리즈 | 세 번째 시리즈 | 세 번째 시리즈                                                                                       | 세 번째 시리즈                  | 세 번째 시리즈 |
| 그림           | 그림           | 가치           | 기본색         | 설명 | 설명                                                                                                 | 날짜                            | 날짜           |
| 앞면           | 뒷면           | 가치           | 기본색         | 앞면 | 뒷면                                                                                                 | 인쇄                            | 발행           |
| -------------- | -------------- | -------------- | -------------- | --- | --- | ------------------------------- | -------------- |
|                |                | 10 DA          | 녹색           | 디젤 승객 열차 | 산촌                                                                                                 | 1983년 12월 2일                 |                |
|                |                | 20 DA          | 빨간색         | | 수공예품과 탑                                                                                        | 1983년 1월 2일                  |                |
|                |                | 50 DA          | 녹색           | 여러 떼의 셰퍼드 | 트랙터를 돌리는 사람                                                                                 | 1977년 11월 1일                 |                |
|                |                | 100 DA         | 파란색         | 뾰족탑이 있는 마을 | 식물을 가지고 일하는 사람                                                                            | 1981년 11월 1일 1982년 6월 8일  |                |
|                |                | 200 DA         | 갈색           | 알제에 있는 순교자 장소 | 알제리 콘스탄틴에 있는 다양한 다리 중 하나                                                           | 1983년 3월 23일                 |                |
| 네 번째 시리즈 |                |                |                | | |                                 |                |
|                |                | 100 DA         | 파란색         | 사브르(기병대)로 무장한 아랍의 말을 탄 사람들을 인장에 담은 모습과 전쟁 중인 알제리 군대                                                             | 식민지 이전 침입: Battle of El Harrach (1775년) 알제리 말을 탄 사람들이 스페인을 침임하는 데 성공함. | 1992년 5월 21일                 | 1996년         |
|                |                | 200 DA         | 붉은 갈색      | 이슬람 기간에 도입: 전통 코란 학교와 칼람. | 장식적인 코란의 상징, 모스크 사원, 올리브와 무화과 가지                                              | 1992년 5월 21일                 | 1996년         |
|                |                | 500 DA         | 보라빛 분홍색  | 인장에 나타나 있는 로마인들의 싸움, 티파자에 있는 로마의 무덤, 뜨거운 물이 떨어지는 궬마 시 (Guelma Province) 데바그 공중 목욕탕 (이슬람 세계의) (?) | 누미디아 시대: 누미디아 사람들 사이의 코끼리 싸움과 로마 제국 침입                                   | 1992년 5월 21일 1998년 6월 10일 | 1996년 2000년  |
|                |                | 1000 DA        | 암갈빛 자주색  | 알제리의 선사 시대: 물소, 타실리나제르에 있는 그림                                                                                                   | 타실리에 있는 더 많은 그림과 아하가르 산맥 (?)                                                       | 1992년 5월 21일 1998년 6월 10일 | 1995년 2000년  |

100 디나르 지폐는 동전으로 대체되고 있는 중이다. 200, 500, 1000 디나르 지폐는 유통되고 있다. 1998년으로 날짜가 찍힌 500, 1000 디나르 지폐는 부가적인 수직의 홀로그램 띠가 앞면에 있다.

## 같이 보기
- 알제리의 경제